# Maschinenbau Kiel
Maschinenbau Kiel GmbH MaK je nemški načrtovalec in proizvajalec dizelskih motorjev, dizelskih lokomotiv in goseničnih vozil. V 1990ih so divizije podjetja MaK prodali podjetjem Caterpillar Inc., Siemens, Rheinmetal. Caterpillar je sicer obdržal blagovno znamko MaK.